# Frédéric Cuvillier
Pour les articles homonymes, voir Cuvillier.
Cet article possède un paronyme, voir Frédéric Cuvier.
Frédéric Cuvillier, né le 9 décembre 1968 à Boulogne-sur-Mer (Pas-de-Calais), est un homme politique et juriste français.
Maire de Boulogne-sur-Mer entre 2002 et 2012, puis de nouveau depuis 2014, il a également exercé les fonctions de ministre délégué chargé des Transports et de l'Économie maritime sous le gouvernement Jean-Marc Ayrault puis de secrétaire d'État chargé des Transports, de la Mer et de la Pêche dans le gouvernement Valls I.

## Biographie
Frédéric Cuvillier nait le 9 décembre 1968 à Boulogne-sur-Mer (Pas-de-Calais) de parents cadres moyens puis entrepreneurs.
En 1998, il obtient un doctorat en droit public à l'université Paris 1 Panthéon-Sorbonne, sous la direction de Jean-Claude Colliard.
En 2007, il est maître de conférences en droit public à l'université du Littoral-Côte-d'Opale.
En 2013, dans sa déclaration de patrimoine, il déclare posséder quatre maisons et 340 000 euros d'épargne.

## Carrière politique
Lors des élections municipales de 1995, il figure sur la liste divers gauche de Guy Lengagne, ancien maire de Boulogne-sur-Mer, alors exclu du PS et président du RAB (Rassembler Agir pour le Boulonnais), contre la liste officielle du Parti socialiste, conduite par Dominique Dupilet. Bien que la liste PS arrive en tête, la liste divers gauche se maintient au second tour, permettant la réélection du maire divers droite, Jean Muselet.
En 1996, la mort de Jean Muselet et l'invalidation des élections municipales de 1995 provoquent des élections partielles. Guy Lengagne et Frédéric Cuvillier, constituent une liste reprenant en partie l'équipe de Jean Muselet, qui remporte le scrutin. Guy Lengagne et Frédéric Cuvillier sont alors élus respectivement maire et adjoint, chargé du logement.
Premier secrétaire de la section du PS de Boulogne-sur-Mer, il est élu député le 17 juin 2007, pour la XIIIe législature (2007-2012), dans la 5e circonscription du Pas-de-Calais, succédant ainsi à Guy Lengagne, dont il avait dirigé plusieurs campagnes électorales.
Membre du groupe socialiste de l'Assemblée nationale, il est élu maire de Boulogne-sur-Mer en novembre 2002, après la démission de Guy Lengagne), et réélu après les élections municipales de 2008. Président de la communauté d'agglomération du Boulonnais (CAB) de 2008 à 2012, il est également, de 2004 jusqu'à son élection à l'Assemblée nationale, conseiller général du Pas-de-Calais, élu dans le canton du Portel.
Membre du Conseil national du Parti socialiste, il est proche de François Hollande, dont il signe en 2008 la contribution préparatoire au Congrès de Reims, qui s'agrègera finalement à la motion présentée par Bertrand Delanoë. Il rejoint par la suite le groupe Répondre à Gauche constitué autour de François Hollande, qu'il soutient durant la campagne des primaires.
Il est nommé ministre délégué chargé des Transports et de l'Économie maritime auprès de la ministre de l'Écologie, du Développement durable et de l'Énergie dans le gouvernement de Jean-Marc Ayrault le 16 mai 2012. Il démissionne peu après de ses fonctions de maire de Boulogne-sur-Mer.
Lors du Conseil des ministres de la pêche de l'Union européenne, le 16 juillet 2012, il se prononce en faveur de la pêche profonde, en mettant en avant l'importance économique supposée de cette dernière et les efforts réalisés par les pêcheurs pour gérer durablement les ressources halieutiques. Cette vision est contestée par plusieurs associations de défense de l'environnement — l'association BLOOM, le WWF, Greenpeace, la Deep Sea Conservation Coalition (en), la Fondation GoodPlanet, l'association Humanité et biodiversité, Les Amis de la Terre et Oceana — qui s'appuient sur un rapport de l'Institut français de recherche pour l'exploitation de la mer (Ifremer) rendu public le 2 juillet 2014 et concluent que l'enjeu économique de ce type de pêche est minimal, tandis que les dégâts qu'elle occasionne sur l'environnement sont considérables,,,,. Le 17 mars 2016, lors des discussions à propos du projet de loi sur la biodiversité, il se prononce avec Gwendal Rouillard pour le rejet d'une mesure d'interdiction du chalutage en dessous de 800 mètres ; l'amendement établissant cette interdiction est finalement rejeté.
Le 1er juin 2013, il est le premier ministre en exercice à célébrer le mariage de personnes du même sexe en tant que conseiller municipal de Boulogne-sur-Mer.
Le 9 avril 2014, il est nommé secrétaire d'État chargé des Transports, de la Mer et de la Pêche, dans le gouvernement Valls I.
En remportant les élections municipales à Boulogne-sur-Mer en mars 2014, Frédéric Cuvillier redevient maire, dérogeant ainsi à la règle de non-cumul des mandats promise par François Hollande.
Il refuse d'être reconduit dans le gouvernement Valls II, qu'il trouve positionné trop à droite.
Il est candidat socialiste tête de liste pour le Pas-de-Calais lors des élections régionales de décembre 2015. Il est battu au premier tour par Marine Le Pen (Front national) et par la sénatrice-maire Les Républicains de Calais, Natacha Bouchart.
Il affirme son soutien au candidat En marche Emmanuel Macron pour l'élection présidentielle de 2017.
En décembre 2016, il redevient président de la communauté d'agglomération du Boulonnais (CAB).
En 2018, il soutient la candidature de Stéphane Le Foll pour le congrès d'Aubervilliers du PS.

## Mandats électoraux et fonctions

### Mandats parlementaires
- Du 20 juin 2007 au 19 juin 2012 : Député de la 5e circonscription du Pas-de-Calais
- Du 20 juin 2012 au 21 juillet 2012 : Député de la 5e circonscription du Pas-de-Calais. Avec 50,66 % des voix, il est réélu dès le premier tour[20]. Il quitte son poste de député au profit de Madame Thérèse Guilbert le 21 juillet 2012 pour participer au gouvernement Valls I.

### Mandats locaux
- Du 1er décembre 1996 au 22 novembre 2002 : Adjoint au maire de Boulogne-sur-Mer
- De 1996 à 2008 : Vice-président de la Communauté d'agglomération du Boulonnais
- De 2002 à 2008 : Maire de Boulogne-sur-Mer
- De 2004 à 2007 : Conseiller général du canton du Portel
- De 2008 à 2012 : Maire de Boulogne-sur-Mer. Deuxième mandat consécutif. Il démissionne de son mandat de maire pour honorer l'engagement des membres du gouvernement de ne pas cumuler de mandats avec la fonction de ministre. Mireille Hingrez-Céréda lui succède à la mairie en juillet 2012[1].
- De 2008 à 2012 : Président de la Communauté d'agglomération du Boulonnais. Il démissionne de ce mandat pour honorer l'engagement des membres du gouvernement de ne pas cumuler de mandats d'élus avec la fonction de ministre. Jean-Loup Lesaffre, maire de Saint-Léonard lui succède en juillet 2012.
- Depuis le 30 mars 2014 : Maire de Boulogne-sur-Mer. Il cumule son mandat de maire et la fonction de secrétaire d'État chargé des Transports, de la Mer et de la Pêche jusqu'au 25 août 2014.
- Depuis le 21 décembre 2016 : Président de la Communauté d'agglomération du Boulonnais.

### Fonctions ministérielles
- Du 16 mai 2012 au 21 juin 2012 : Ministre délégué chargé des Transports et de l'Économie maritime sous le gouvernement Ayrault I
- Du 21 juin 2012 au 2 avril 2014 : Ministre délégué aux Transports, à la Mer et à la Pêche sous le gouvernement Ayrault II
- Du 9 avril 2014 au 25 août 2014 : Secrétaire d'État chargé des Transports, de la Mer et de la Pêche sous le gouvernement Valls I.

## Distinctions
Commandeur de l'ordre du Mérite maritime ex officio en tant que ministre délégué à la Mer et à la Pêche,.